# جوزيف دوب
جوزيف دوب (بالإنجليزية: Joseph Dube) هو رباع أمريكي، ولد في 15 فبراير 1944 في ألثا في الولايات المتحدة.

## وصلات خارجية
- جوزيف دوب على موقع أوليمبيديا (الإنجليزية)